# Sandra Equihua

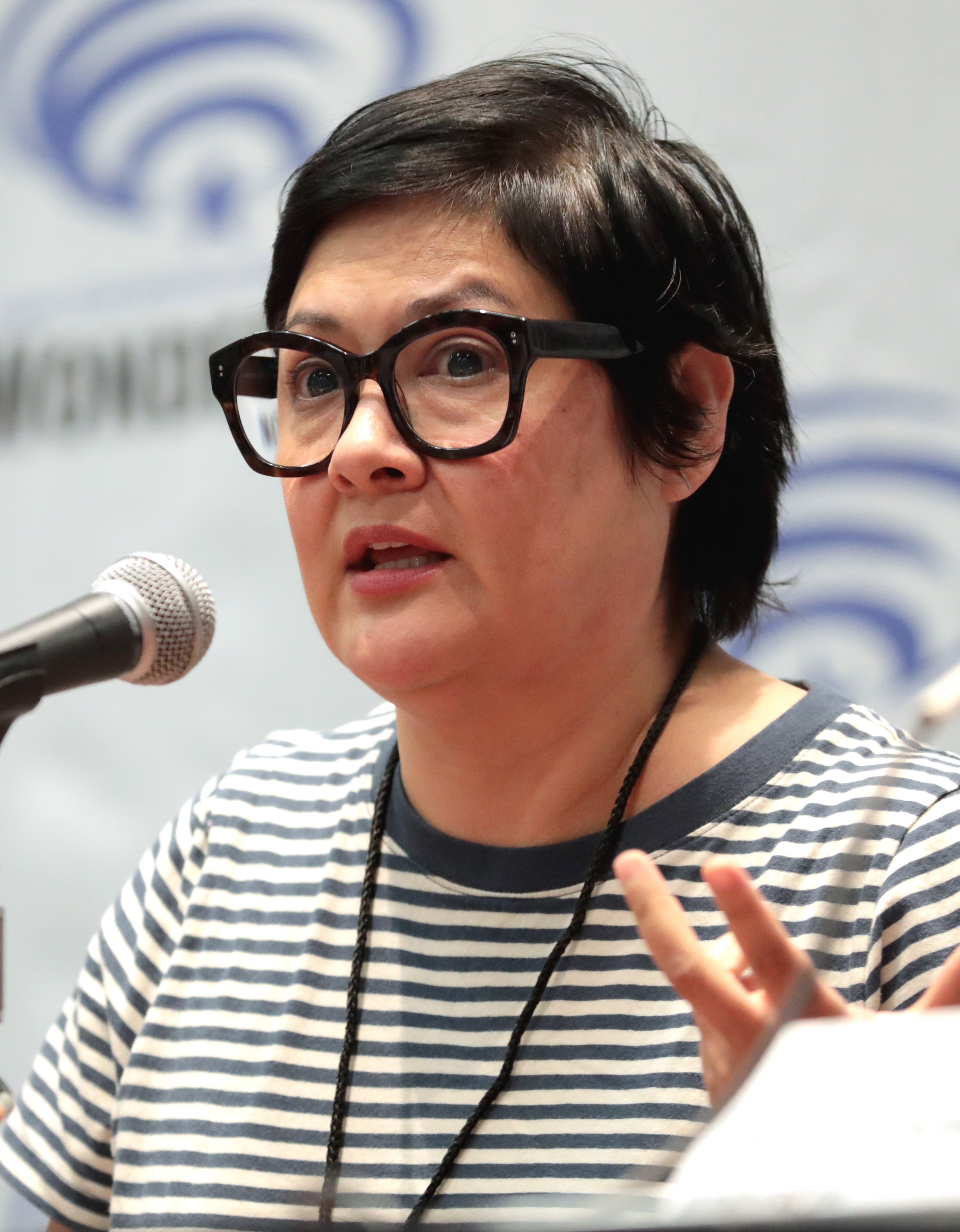
Sandra Equihua

Sandra Equihua (Tijuana, 14 februari 1976) is een Mexicaans animator en schilder. Samen met haar man Jorge R. Gutiérrez heeft ze de serie El Tigre: The Adventures of Manny Rivera van Nickelodeon bedacht en uitgevoerd. 